# 小手島
小手島（おてしま）は、香川県丸亀市にある島。

## 概要
丸亀市の北15kmに位置する、周囲3.8km、面積0.6平方キロメートル、標高95mの島である。塩飽諸島中もっとも小さい島である。
幕末に牛の放牧で手島から入植し、明治時代に入ってからは笠岡諸島の北木島・真鍋島からの移住者が開拓した。
かつては漁猟の島として栄えたが、人口減少により、2018年（平成30年）4月1日現在の人口は19世帯33人である。2000年ごろにある島民が自宅庭にあった白とピンクの花が同じ木に咲く桃ノ木「源平桃」を島おこしを願って島の各所に植え始めたことをきっかけに植樹が広がり、花の季節には白やピンクの桃が島の各地で大量に咲き、「瀬戸内の桃源郷」と呼ばれる。

## 交通
丸亀港より備讃フェリーが、旅客船とフェリーを運航。
- 丸亀 - 広島 - 小手島 - 手島[13]

丸亀 - 手島を結ぶ旅客船とフェリーが一日4便寄港する。
丸亀 - 小手島（旅客船40分、フェリー80分）／広島（江の浦）- 小手島（旅客船20分、フェリー40分）／小手島 - 手島（旅客船10分、フェリー20分）
島内には、バスやタクシーなどの公共交通機関が無いので、移動は徒歩になる。

## ギャラリー

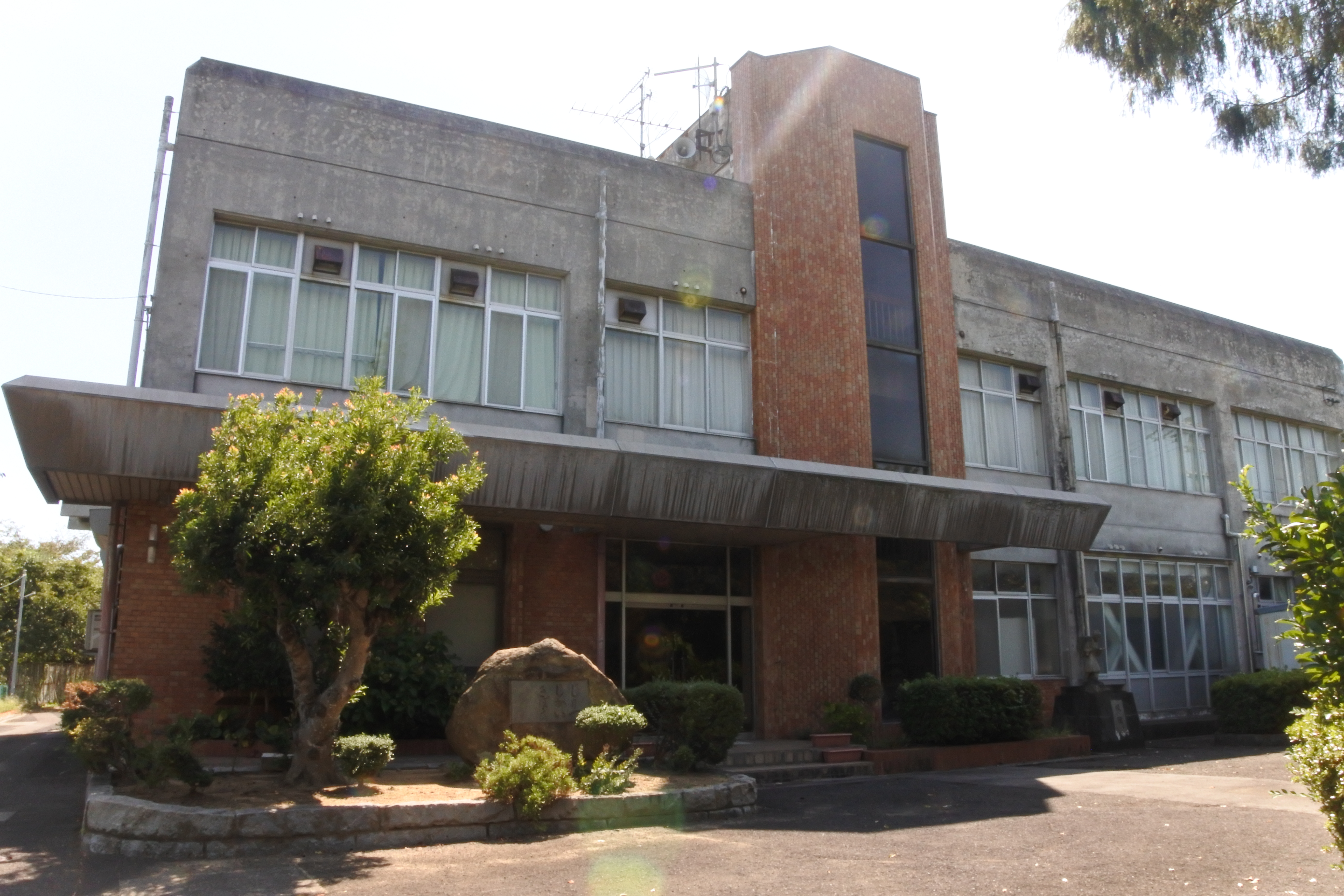
小手島小・中学校
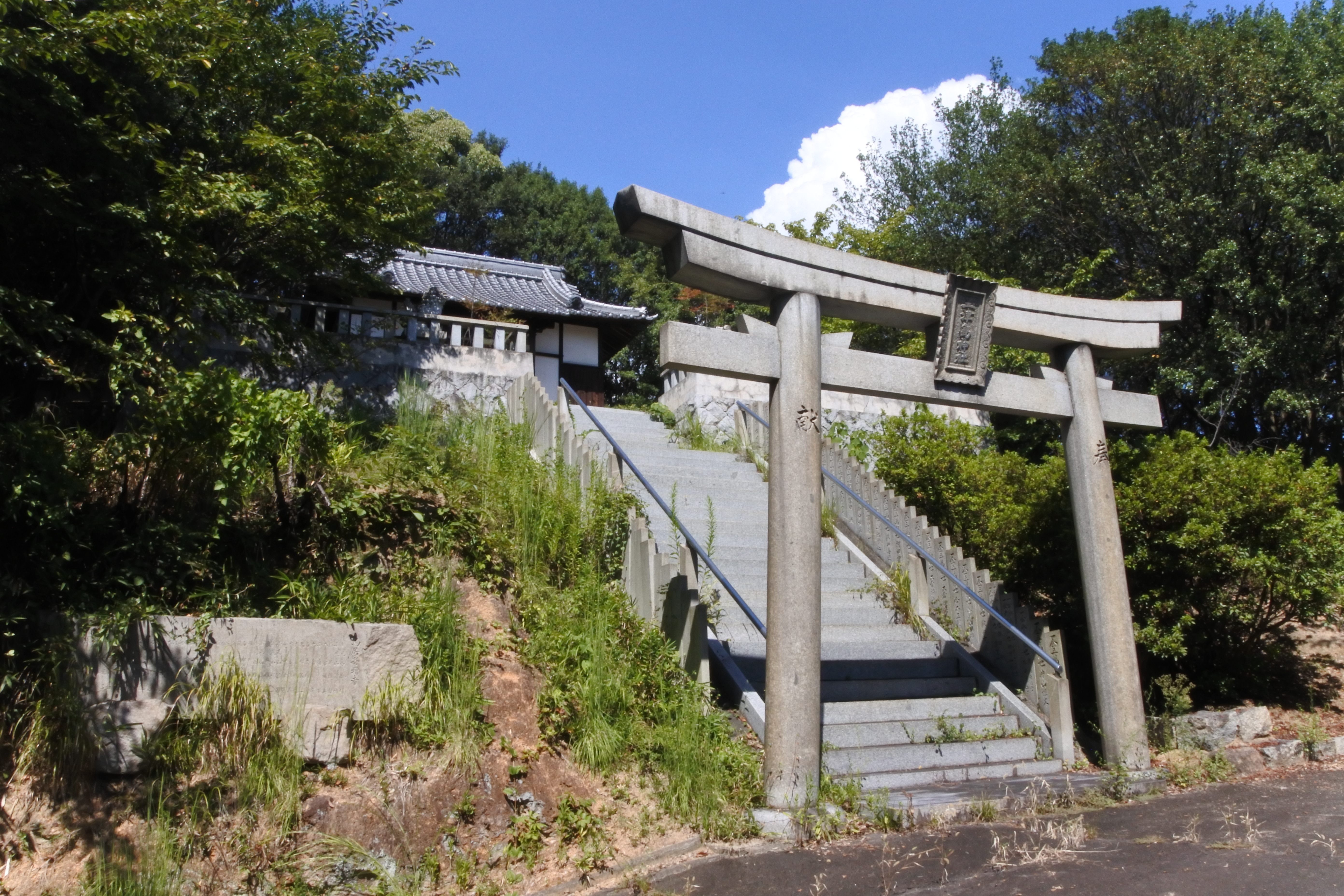
玉津島神社
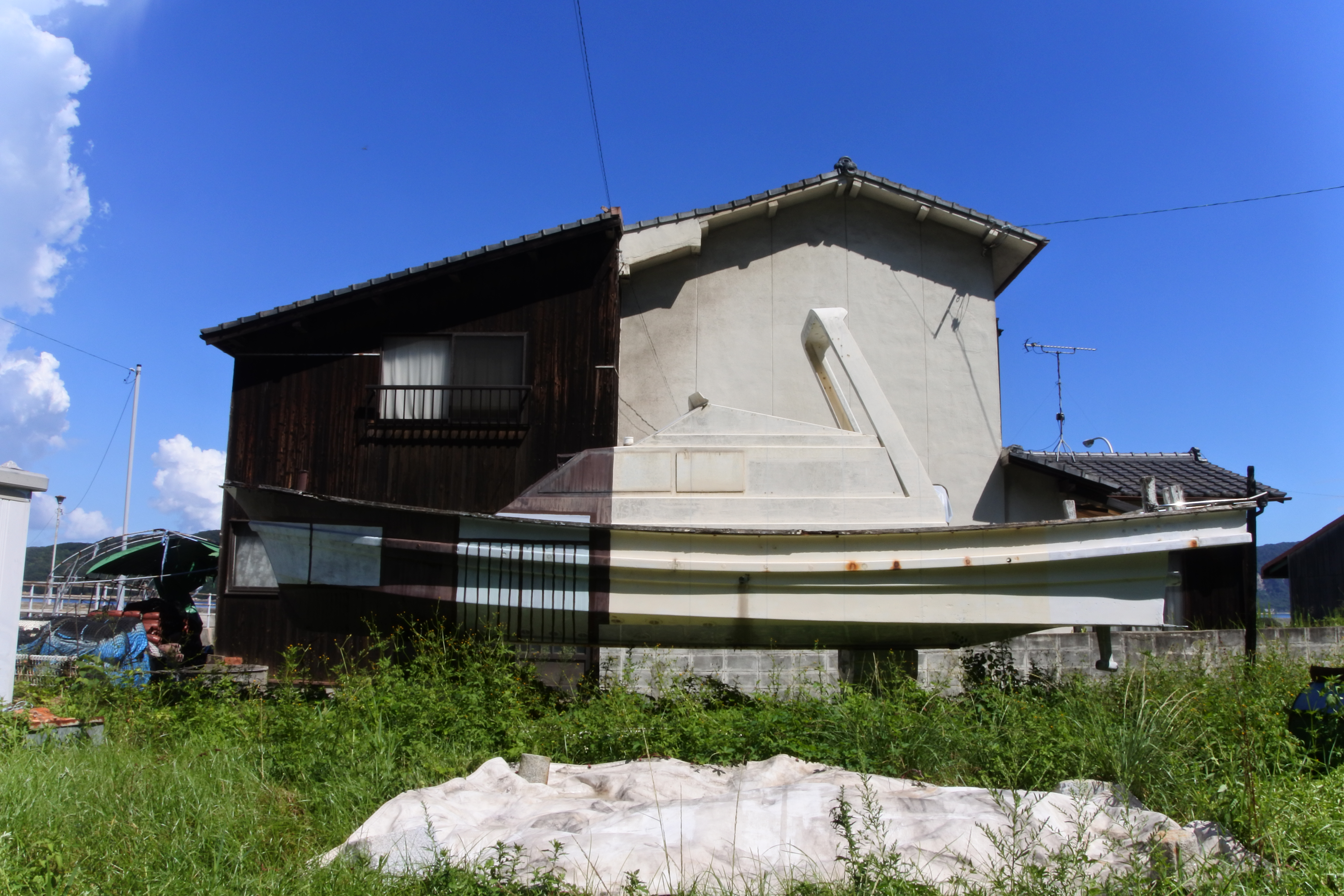
漁船のトリックアート